# Couze (Vézère)
Die Couze ist ein Fluss in Frankreich, der in der Region Nouvelle-Aquitaine verläuft. Sie entspringt im Gemeindegebiet von Jugeals-Nazareth und entwässert generell Richtung West bis Nordwest. Unterhalb von Noailles versickert sie im karstigen Untergrund und tritt bei Chasteaux in einer Karstquelle wieder an die Oberfläche. Danach fließt sie durch den Stausee Lac du Causse, der zu einem Wassersportzentrum ausgebaut wurde und mündet schließlich nach insgesamt rund 17 Kilometern unterhalb von Larche als linker Nebenfluss in die Vézère. Auf ihrem Weg durchquert die Couze das Département Corrèze und bildet im Mündungsabschnitt die Grenze zum benachbarten Département Dordogne.

## Orte am Fluss
- Noailles
- Chasteaux
- Lissac-sur-Couze
- Saint-Cernin-de-Larche
- Larche